# Алгинский сельсовет
Алгинский сельсовет — муниципальное образование в Давлекановском районе Башкортостана.

## История
Согласно «Закону о границах, статусе и административных центрах муниципальных образований в Республике Башкортостан» имеет статус сельского поселения.
В 2008 году объединён с сельским поселением Александровский сельсовет.
Закон Республики Башкортостан от 19.11.2008 N 49-З «Об изменениях в административно-территориальном устройстве Республики Башкортостан в связи с объединением отдельных сельсоветов и передачей населённых пунктов», ст.1 п. 18) а) гласит:

 "Внести следующие изменения в административно-территориальное устройство Республики Башкортостан:
 по Давлекановскому району:
объединить Алгинский и Александровский сельсоветы с сохранением наименования «Алгинский» с административным центром в деревне Алга.
Включить село Берёзовка, деревни Александровка, Ворошилово, Романовка
Александровского сельсовета в состав Алгинского сельсовета.

Утвердить границы Алгинского сельсовета согласно представленной схематической карте.

Исключить из учётных данных Александровский сельсовет

## Население
| 2002  | 2009  | 2010  | 2012  | 2013  | 2014  | 2015  |
| ----- | ----- | ----- | ----- | ----- | ----- | ----- |
| 1680  | ↗1681 | ↗1705 | ↘1686 | ↘1644 | ↘1607 | ↘1576 |
| 2016  | 2017  |       |       |       |       |       |
| ↘1549 | ↗1573 |       |       |       |       |       |

## Состав сельского поселения
| № | Населённый пункт | Тип населённого пункта          | Население |
| - | ---------------- | ------------------------------- | --------- |
| 1 | Алга             | деревня, административный центр | ↘295      |
| 2 | Курятмасово      | село                            | ↗634      |
| 3 | Романовка        | деревня                         | ↗273      |
| 4 | Александровка    | деревня                         | ↗233      |
| 5 | Березовка        | село                            | ↗145      |
| 6 | Шестопаловка     | деревня                         | ↘67       |
| 7 | Ворошилово       | деревня                         | ↗34       |
| 8 | Купоярово        | деревня                         | ↗15       |
| 9 | Янги-Турмуш      | деревня                         | ↘9        |